# لوئیس لوپز (بازیکن فوتبال، زاده ژانویه ۱۹۷۵)
لوئیس لوپز (انگلیسی: Luis López؛ زادهٔ ۱۱ ژانویهٔ ۱۹۷۵) بازیکن فوتبال اهل اسپانیا است.
از باشگاه‌هایی که در آن بازی کرده‌است می‌توان به باشگاه فوتبال لوانته اشاره کرد.